# Rue du Canon-d'Arcole
La rue du Canon-d'Arcole est une voie de Toulouse, chef-lieu de la région Occitanie, dans le Midi de la France.

## Situation et accès

### Description
La rue du Canon-d'Arcole est une voie publique. Elle traverse le quartier de Compans-Caffarelli.
Elle naît perpendiculairement au boulevard Lascrosses. Longue de 501 mètres, rectiligne et large de 9 à 12 mètres, elle est orientée au nord-ouest. Elle se termine au carrefour du boulevard de la Marquette qui longe le canal du Midi.
La chaussée compte, entre le boulevard Lascrosses et la rue Danielle-Casanova, une voie de circulation automobile dans chaque sens, puis, entre la rue Danielle-Casanova et la rue Pierre-Laplace, une seule voie de circulation automobile en sens unique, et enfin, entre la rue Pierre-Laplace et le boulevard de la Marquette, à nouveau une voie de circulation automobile dans chaque sens. Elle appartient sur toute sa longueur à une zone 30 et la vitesse y est limitée à 30 km/h. Il n'existe pas de bande, ni de piste cyclable, quoiqu'elle soit à double-sens cyclable sur la partie en sens unique automobile.

### Voies rencontrées
La rue du Canon-d'Arcole rencontre les voies suivantes, dans l'ordre des numéros croissants (« g » indique que la rue se situe à gauche, « d » à droite) :
1. Esplanade Compans-Caffarelli (g)
2. Boulevard Lascrosses (d)
3. Rue de Toul (d)
4. Rue Danielle-Casanova (d)
5. Rue Pierre-Laplace (g)
6. Rue de la Paix (d)
7. Boulevard de la Marquette

### Transports
La rue du Canon-d'Arcole possède à chacune de ses extrémités un accès au métro (Ligne B), l'un par la station Compans-Caffarelli (par l'esplanade ou le centre commercial Reflets Compans) l'autre par la station Canal-du-Midi (extrémité boulevard de la Marquette).
À son extrémité nord-est, la rue du Canon-d'Arcole possède donc un accès à la station de métro Canal-du-Midi (Ligne B). A proximité immédiate de la bouche se trouve l'arrêt de bus du même nom où s'arrêtent les lignes 15 et 70 du réseau Tisséo.
La rue donne aussi sur l'esplanade Compans-Caffarelli qui est desservie, en plus du métro, par la ligne Linéo L1, la navette aéroport ainsi que les lignes bus 14,45 et 63.

## Odonymie
La rue du Canon-d'Arcole est désignée, après son percement en 1845, comme le chemin de ronde de Las Crosses : c'est sous ce nom qu'était connu l'actuel quartier Compans-Caffarelli. On dénombre ainsi un boulevard, un chemin (actuelle rue Lucien-Lafforgue), une impasse (actuelle rue Léonce-Castelbou), et une rue Lascrosses. En 1852, le chemin de ronde devint la rue du Canal-d'Arcole, avant d'évoluer et devenir en 1867 rue du Canon-d'Arcole : Pierre Salies, qui reprend une hypothèse de Jean Coppolani, y voit une déformation progressive du nom d'origine. Il y aurait donc un canal d'irrigation qui aurait appartenu à une famille Arcole. Mais la proximité de la caserne d'artillerie Caffarelli (emplacement de l'actuelle esplanade Compans-Caffarelli) d'une part, et l'homonymie du nom de famille avec la victoire du général Napoléon Bonaparte en Italie d'autre part, expliqueraient le choix du canon pour cette rue.

## Personnalité
- Carlos Gardel (1890-1935) : la maison natale de Carlos Gardel se trouve au no 4[4].